# Qrız
Qrız è un comune dell'Azerbaigian situato nel distretto di Quba. Conta una popolazione di 368 abitanti.